# Ikona

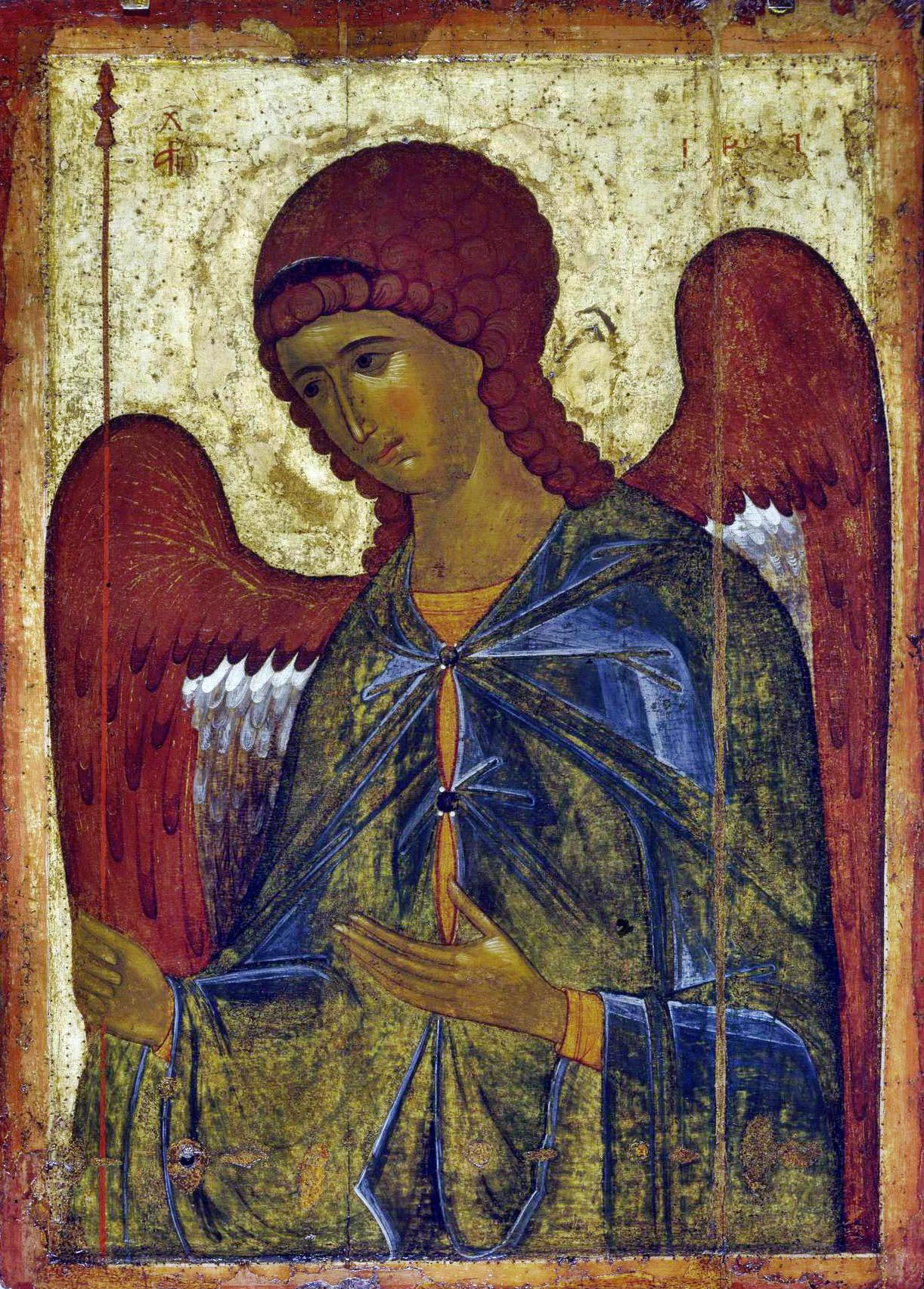
Ikona archanděla Gabriela (Treťjakovská galerie, Moskva)

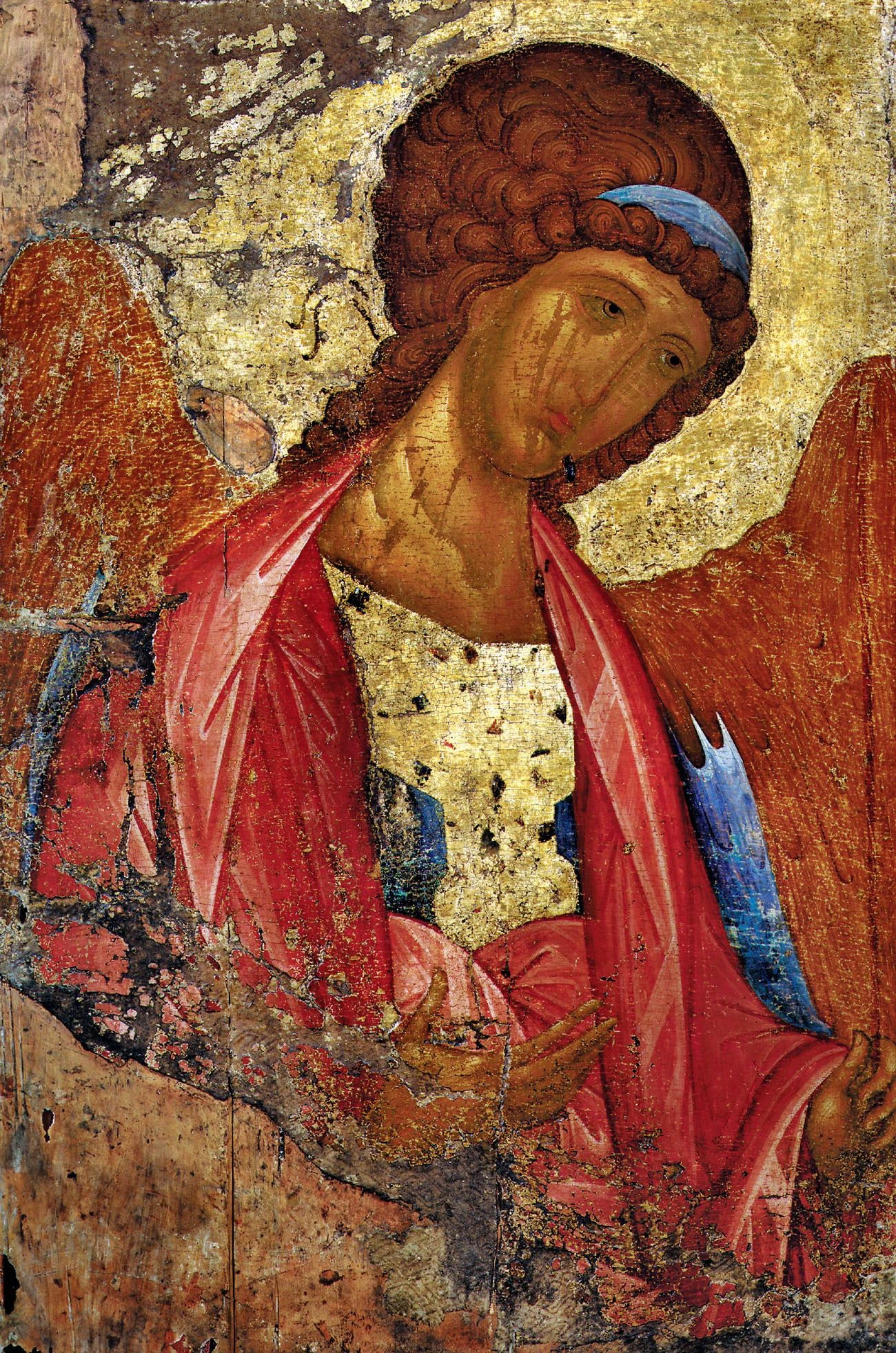
Ikona archanděla Michaela (Treťjakovská galerie, Moskva)

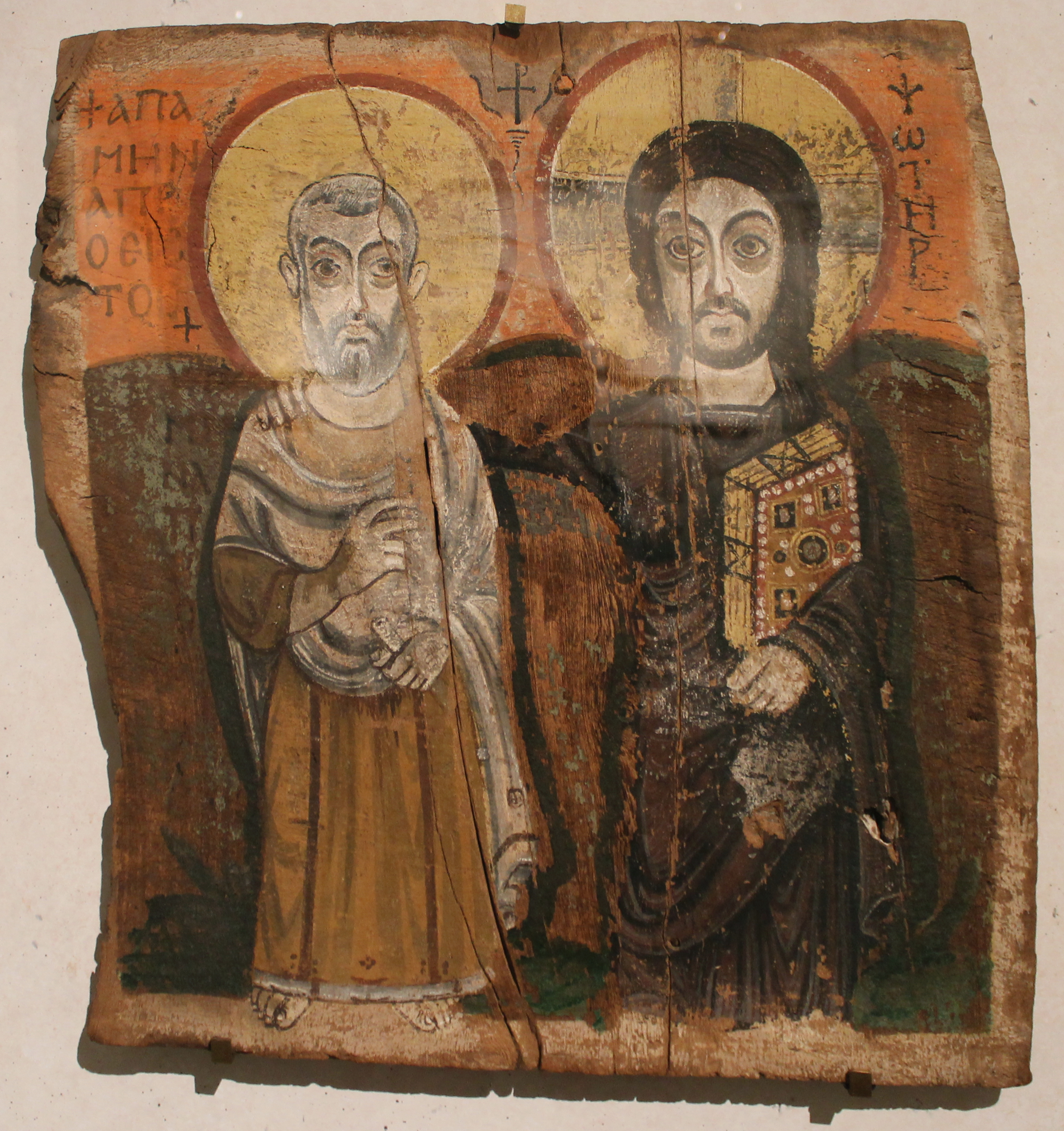
Kristus a svatý Menas, ikona, Egypt, 6. století

Ikona (řecky εἰκών eikṓn, doslova: obraz, podoba) je křesťanský náboženský obraz. Jako součást ikonostasu je užívaný oblasti východního křesťanství, tedy v pravoslavné, starobylých východních církvích a řeckokatolické církvi. Použití jako přenosných obrazů je širší, včetně západního křesťanství. Námětem ikon bývá biblická myšlenka nebo biblický příběh prostřednictvím portrétu Krista, Bohorodičky, světců a výjevy z jejich života, nebo scénou o více postavách, či zřetězením takových scén. Ikony tedy slouží podobně, jako Písmo svaté, a proto se o jejich tvorbě hovoří jako o psaní. Psaní ikon je považováno za umění i řemeslo – zejména pokud jde o prosté kopírování starých vzorů. Běžně se používá vaječná tempera a zlacení na dřevě, ale přiřazují se sem i mozaiky, fresky či obrazy na liturgických oděvech v obdobném stylu.

## Charakteristika
Zobrazování na ikonách i jejich technické zhotovování se řídí přesnými pravidly – tzv. „kánonem“. Zvláště způsob zobrazování osob na ikonách podléhá přesným definicím, stanovujícím kdo a jak může být na pravé ikoně zobrazen. Západní náboženské obrazy nepovažují pravoslavní za ikony. V pravoslavném chrámu by správně nemělo být žádné zobrazení, které není v souladu s ikonografickým kánonem, a už vůbec ne žádné sochy. Ikona je především liturgickým předmětem, který slouží při uctívání Boha a svatých.
Ikony byly psány na dřevěné desky, nejprve tzv. enkaustikou (malířská technika helénisticko-egyptského původu užívající jako pojidlo barev vosk), později temperami.
Ikona má velký symbolický význam – například když se na počátku ze stromu uřízne ještě neopracované prkno pro malbu, připomíná nám to stvoření světa. Velkou roli hrají také barvy – Kristus bývá často oblečen v červené sutaně a modrém plášti, přičemž červená symbolizuje to božské, zatímco modrá to lidské (všimněte si: plášť překrývá sutanu, Ježíš jako Božská osoba na sebe přijal lidství). Při zobrazování Panny Marie vidíme často barvy prohozené. Poměr barev bývá 1:1.

## Historie
Nejstarší ikony vznikaly koncem 5. století v koptské církvi, velkého rozkvětu dosáhla tvorba ikon v Konstantinopoli v 8. století (ikony z doby před 8. stoletím byly však v důsledku obrazoborectví většinou zničeny a dochovány jsou jen výjimečně).
Významná střediska maleb ikon byla do 14. století na Krétě a poté v Novgorodě a v Moskvě. Za největšího tvůrce ikon té doby je považován ruský malíř Andrej Rublev (1360? – 1430?). Od 17. století dochází ve tvorbě ikon k pozvolnému přechodu v řemeslnou manýru.

## Ikonografie
Otázkou, co, koho a jak zobrazuje určité výtvarné dílo se zabývá obor zvaný Ikonografie. Jejím nejvýznamnějším odvětvím je Křesťanská ikonografie. Ikonografie je součástí humanitního vědeckého oboru Dějiny umění. Historik umění Erwin Panofsky navíc prosazoval také termín Ikonologie jako označení oboru rozšiřujícího ikonografii směrem k hlubšímu rozboru díla.
Termín Ikonografie se používá také v rámci zkoumání stavebních proměn památkově významných budov, například kostelů, paláců, hradů či celých měst, vesnic a podobných urbanistických celků pro označení rozboru a hodnocení historických fotografií, kreseb, grafik či maleb zachycujících zkoumané objekty.

## Přenesený význam
V přeneseném významu znamená slovo „ikona“ člověka či věc užívanou podobně jako výše zmíněný náboženský obraz. Určitý vzor či do jisté míry ochranný, magický předmět, který má např. přispět k úspěchu.

Například o Janu Husovi či Janu Ámosi Komenském se hovoří jako o ikonách českého národního obrození. Podobně se o Michelangelu Buonarottim či Leonardu da Vinci hovoří jako o ikonách renesančního umění atp.

Někdy se také mluví o „ikonickém“ charakteru určitého gesta, jednání, knihy či výtvarného díla.

Označení ikona může být použito i v negativní souvislosti (ikony komunistických či jiných totalitních zřízení atp.).

## O ikoně
Dnes se slovo "ikona" užívá přednostně pro modlitební ikonu, napsanou barvami, vyřezávanou, mozaikovou apod.
L.A.Uspenskij, N.Sacharov, Ikona – Okno do věčnosti, str.29
"Řecké slovo Γραφή znamená psát, malovat. Ikona je podle svatých Otců obrazová obdoba Evangelia. Je textem vyjádřeným malířskými prostředky. Proto se v pravoslavné Církvi říká, že ikony se píší."